# Municipi de Næstved
El municipi de Næstved és un municipi danès de la Regió de Sjælland que va ser creat l'1 de gener del 2007 com a part de la Reforma Municipal Danesa, integrant els antics municipis de Fuglebjerg, Fladså, Holmegaard, Suså i Næstved. El municipi és situat al sud de l'illa de Sjælland abastant una superfície de 681 km². A la badia de Karresbækminde, formada pels fiords de Karrebæk i de Dybsø, davant i al sud de la ciutat de Næstved, hi ha les illes de Gavnø, Enø i Dybsø.
La ciutat més important i la seu administrativa del municipi és Næstved (41.717 habitants el 2009). Altres poblacions del municipi són:
- Brøderup
- Enø
- Everdrup
- Fensmark
- Fuglebjerg
- Gelsted
- Glumsø
- Herlufmagle
- Holme Olstrup
- Hyllinge
- Karrebæksminde
- Lov
- Menstrup
- Mogenstrup
- Rønnebæk
- Sandved
- Skelby
- Skraverup
- Tappernøje
- Toksværd
- Tornemark
- Tybjerglille Bakker

## Consell municipal
Resultats de les eleccions del 18 de novembre del 2009:
| Partit                       | vots  | % vots |
| ---------------------------- | ----- | ------ |
| Socialdemokratiet            | 13984 | 35,0   |
| Det Radikale Venstre         | 1280  | 3,2    |
| Det Konservative Folkeparti  | 3326  | 8,3    |
| Socialistisk Folkeparti      | 5236  | 13,1   |
| Blaklisten                   | 516   | 1,3    |
| Visionspartiet               | 41    | 0,1    |
| Dansk Folkeparti             | 3884  | 9,7    |
| Ungdomspartiet               | 353   | 0,9    |
| Venstre                      | 10818 | 27,1   |
| Enhedslisten - De Rød-Grønne | 528   | 1,3    |

### Alcaldes
| Alcalde        | Període               | Partit            |
| -------------- | --------------------- | ----------------- |
| Henning Jensen | 1-1-2007 a 31-12-2009 | Socialdemokratiet |
|                | 1-1-2010 a 31-12-2013 |                   |